# Giuseppe Kaschmann
Giuseppe Kaschmann (Lussimpiccolo, Província d'Ístria, ara, Malí Lošinj, 14 de juliol de 1847 - Roma, 7 de febrer de 1925) fou un baríton italià.
Després d'estudiar a Roma, feu el seu debut a Zagreb el 1869. Després va cantar a Torí, Itàlia en el rol d'Alfonso de La favorita més també a Venècia, Roma, Trieste i a La Scala de Milà, on feu el seu debut el 1878 en el rol del marquès de Posa de Don Carlo de Verdi.
El (1883-84) inaugurà l'estació operística del Metropolitan, on hi canta Lucia di Lammermoor, Don Giovanni i el Hamlet d'Ambroise Thomas, un paper que també cantà a Lisboa i Madrid, i en el Teatro San Carlo, el Teatro Colón (Buenos Aires) i La Fenice i tornà al Metropolitan (1895-96) amb els rols de Kurwenal, Wotan i Telramund.
El seu repertori també inclou l'Escamillo, Ricardo, Severo, Rigoletto, etc. En el seu seixantè aniversari feu els papers de buffo tals com Don Bartolo i Don Pasquale de Gioachino Rossini: la seva obra final com a intèrpret fou Astuzie de Domenico Cimarosa el 1921.
Els seus pocs enregistraments revelen una veu avellutada de gran bellesa, emprada amb molt estil.